# Saint-Céré Rugby
 (octobre 2015).
Si vous disposez d'ouvrages ou d'articles de référence ou si vous connaissez des sites web de qualité traitant du thème abordé ici, merci de compléter l'article en donnant les références utiles à sa vérifiabilité et en les liant à la section « Notes et références ».
Le Saint-Céré Rugby (anciennement Saint-Céré Sports) est un club français de rugby à XV créé en 1908, basé à Saint-Céré.

## Histoire
Le club est créé en 1908, bien que le rugby soit pratiqué dans la ville de Saint-Céré depuis 1905
Au début des années 1990, le club atteint la première division (Groupe B) (championnat de France 1991-1992). 
Après deux montées-descentes en Fédérale 3 et Honneur (et une dernière saison en Fédérale avec aucune victoire), le club descend en 2014 en Promotion. Les « sang et or » remontent la saison suivante et ses deux équipes séniors arrivent en finale, au stadium de Brive (deux défaites contre le CRBB Cère et Dordogne).
Saint-Céré est ensuite éliminé au premier tour des phases finales du championnat de France Promotion d'Honneur.
En 2016-2017, ils sont sacrés champion du Limousin à Brive face à l’équipe de Naves. L'équipe B a quant à elle perdu sa finale.

## Bilan saison par saison
| Saison    | Niveau | Championnat | Classement | Phase finale                                         | Titres               |
| --------- | ------ | ----------- | ---------- | ---------------------------------------------------- | -------------------- |
| 2016-2017 | 7      | Promotion   | ?/?        | Éliminé en 1/8es de finale du championnat de France  | Champion du Limousin |
| 2017-2018 | 6      | Honneur     | ?/?        | Éliminé en 1/16es de finale du championnat de France | -                    |
| 2018-2019 | 6      | Honneur     | ?/?        | Éliminé en 1/16es de finale du championnat de France | -                    |
| 2019-2020 | 6      | Honneur     | 3e/10      | Compétition suspendue puis annulée                   | -                    |
| 2020-2021 | 7      | Honneur     | 6e/9       | Compétition suspendue puis annulée                   | -                    |
| 2021-2022 | 7      | Honneur     | 8e/9       | -                                                    | -                    |

## Identité visuelle

### Logo

Évolution du logo
Ancien logo abandonné en 2017.
Logo instauré en 2017.

## Personnalités du club

### Anciens joueurs
- Dominique Harize

### Entraîneurs
- 2016-:  Denis Couderc et  Patrick Bonal

## Sections
Depuis plusieurs années, une section féminine a été créée (séniors et cadettes) avec notamment un titre de vainqueur grand Sud-Ouest.